# Vantanea spichigeri
Espèce
Statut de conservation UICN

 VU D2 : Vulnérable
Vantanea spichigeri est une espèce de plantes à fleurs de la famille des Humiriaceae endémique du Pérou.

## Publication originale
- Candollea 45(1): 379–380. 1990.